# Hijos de las Hojas
Hijos de las Hojas o HDH, es un grupo musical de rap y hip hop chileno.

## Historia
La agrupación musical tiene su origen en Santiago de Chile. El objetivo de la agrupación es promover la conciencia ambiental y aprender sobre las 'raíces' de los pueblos aborígenes de la región (América Latina) con varias canciones que a menudo tratan sus tópicos con un estilo espiritual.
Al formarse la banda, comenzaron a grabar su primer disco mientras realizaban dos giras internacionales donde partieron hacia Argentina, Bolivia, Paraguay y Brasil en el 2011.
En 2014 finalizan la producción de su álbum debut llamado El Camino de la Serpiente.
En 2015 empiezan a grabar su segundo álbum llamado Prana.

## Miembros
- Cristian Saavedra Araneda: voz (2014-presente)
- Branko Papic ruz: voz (2018-presente)
- Danilo Avilés: voz (2018-presente)
- José María Baeza: voz (2014-2017)
- Alexis Maureira Bohus: voz (2014-2017)

## Discografía
| Álbumes - 2014: El Camino de la Serpiente | Sencillos - 2014: «Nunca Sabrás» - 2014: «Ciudades en el cielo» - 2015: «Prana» - 2015: «El Alma sabe la Verdad» - 2015: «El llamado del Guerrero» - 2019: «Tomando Fuerza» - 2019: «Ofrenda» - 2019: «Somos Más» - 2020: «Templanza» - 2020: «Mestizaje» - 2020: «Oniria» - 2020: «Luminiscencia» - 2020: «Electromagnetismo» - 2021: «Deja Vu» |